# Villafañe (apellido)

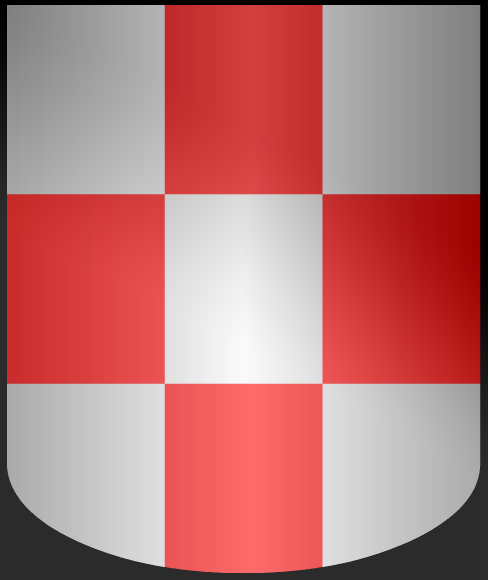
Escudo de armas de los Villafañe de la Payana.

Villafañe es un apellido toponímico derivado del pueblo de Villafañe, en la provincia de León, España. Su genearca es, tal vez, el hidalgo burgalés Álvar Fáñez (Burgos, 1034 - Segovia. 1114), primo hermano de El Cid Campeador y capitán del rey de León (1065-1072, 1072-1109) y Castilla (1072-1109) Alfonso VI, que se destacó en la reconquista y repoblación de las tierras ocupadas por los reinos taifas.

## El linaje Villafañe en España
Álvar Fáñez desposó a Mayor Pérez, hija del Conde de Saldaña Don Pedro Ansúrez, fundador de Valladolid, con quien tuvo varios hijos. Según un documento encontrado en la catedral de León, alguno de los descendientes de este matrimonio adoptó el apellido toponímico que dio luego origen al linaje Villafañe. A lo largo del tiempo los Villafañe quedarían emparentados con muchos miembros de la nobleza leonesa y castellana. Hay registros de nobleza de su linaje en las órdenes de Santiago (1533, 1583, 1629, 1667 y 1696), de Calatrava (1624), de Alcántara (1641), de Carlos III (1772, 1785 y 1803) y de San Juan de Jerusalén (1680), así como en expedientes de la Real Chancillería de Valladolid.
Los descendientes de Álvar Fáñez se establecieron en diversos lugares, algunos de los cuales se mencionan a continuación.

### Los Villafañe de la Payana
Algunos descendientes de Álvar Fáñez se establecieron en la ciudad de León, entonces capital del Reino de León. Uno de ellos fue Per o Pero Martínez de Villafañe, quien durante el reinado (1188-1230) de Alfonso IX de León combatió en la batalla de Las Navas de Tolosa (16 de julio de 1212), donde los cristianos derrotaron a los almohades, provocando el derrumbe de su imperio. En esa batalla Pero era el Almogobar (Capitán de Caballos) de una compañía de lanceros que se destacó por su coraje. En recompensa, el rey Alfonso IX le dio el escudo de armas de cuatro jaqueles de gules en campo de plata que identifica al linaje Villafañe de la Payana. Hijo y heredero universal de Pero Martínez fue Martín Pérez de Villafañe quien vivió durante el reinado (1217-1252) de Fernando III el Santo. Alrededor del año 1230, junto con su primo Nuño Pérez de Villafañe, defendió la ciudad de León contra las fuerzas de Álvaro de Lara, Señor de Vizcaya, quien fue derrotado.

## Los Villafañe de Argentina
Descendientes de los de León, hubo una casa de Villafañe en la ribera del río Órbigo, en la región de Santiago del Molinillo. A esta rama perteneció Lázaro García de Villafañe, quien tomó el apellido de su madre Elvira Elena de Villafañe y Flórez. Lázaro emigró a Indias en 1610, estableciéndose en la ciudad de La Rioja en la actual República Argentina. De este Lázaro provienen los Villafañe de Argentina, familia que ha brindado gobernadores a las provincias de Jujuy, La Rioja y Tucumán, así como destacados diplomáticos, escritores y empresarios.

## Los Villafañes de Puerto Rico
También en Puerto Rico hay Villafañes al poco tiempo del descubrimiento de América. Don Sebastián Durán de Villafaña no es el primero de ese apellido en Puerto Rico a pesar de ser del siglo XVII. Con el primer obispo que pasó a las Indias, Alonso Manso, obispo y primer Inquisidor de las Indias, vinieron dos Villafañe, uno de ellos de Nombre Blas Villafañe de Origen Genovés y se estableció en el Oeste de La isla fundando una de las Primeras Centrales azucareras de Puerto Rico .http://archiver.rootsweb.ancestry.com/th/read/PUERTO-RICO/2004-01/1073453791